# Nils Blake
Nils Blake eller Blaka var en storman under 1100-talet, gift med Katarina Eriksdotter, vars far var Erik den helige. 

## Barn
- Kristina Nilsdotter (Blake), gift med Håkon galen samt Eskil Magnusson (Bjälboätten)